# Øllebrød
El øllebrød es un plato tradicional de Dinamarca, se trata de un tipo de gachas hecha de retazos de rugbrød (pan de centeno) y cerveza, por lo general hvidtøl. Un plato económico, que hace posible utilizar el resto de los trozos de pan para que nada se desperdicie. La idea tiene su origen en la vida monástica, cuando los monjes mojaban el pan en cerveza caliente.

## Utilización
Øllebrød, junto con salmón (y otros pescados), carne de cerdo, pan de centeno, cerveza y patatas, fue un importante elemento nutricional de la cocina tradicional danesa hasta el siglo XIX.
Una familia danesa normalmente tenía una gran olla en la estufa en la que lanzaban las sobras de pan y cerveza. Se utilizaba como una comida diaria, mañana y tarde. La olla raramente se vaciaba, por lo que era una especie de comida continua.

## Ingredientes
- Pan de centeno del día anterior
- Malta de cerveza

## Procedimiento de fabricación
Tomar cierta cantidad de pan de centeno, preferiblemente sin granos enteros y ponerlo a remojo en cerveza de 6 a 12 horas. Aunque se suele usar la marca hvidtøl, se puede utilizar cualquier otra cerveza, ya que el alcohol se va a vaporizar de todos modos. También se puede sustituir la cerveza por agua, si se desea.
Dejar hervir lentamente durante 1 hora. Añadir más cerveza si está demasiado seco, la coherencia debe ser como la de avena. Si desea dulce se pueden mezclar con azúcar o miel. Para un sabor más fresco, añadir un toque de limón.
Es una receta fácil, que necesita poco tiempo de preparación. Por la noche, cortar en dados la corteza de pan de centeno. Poner el pan en una olla y cubrir con agua o cerveza. Calentar el agua a hervir y luego dejarlo reposar durante la noche, cubierto con una tapa. Por la mañana, calentar agitando hasta que evapore vigorosamente, agregando agua si no se vuelve demasiado seco. Se puede servir con leche y copos de maíz para tener un desayuno caliente, muy sólido.